# Ust´-Bolszerieck
Ust´-Bolszerieck (ros. Усть-Большерецк) – wieś (ros. село, trb. sieło) w Rosji, w Kraju Kamczackim, od roku 1926 ośrodek administracyjny rejonu ust´-bolszerieckiego. Liczy około dwóch tysięcy mieszkańców (2071 osób według danych z roku 2010).

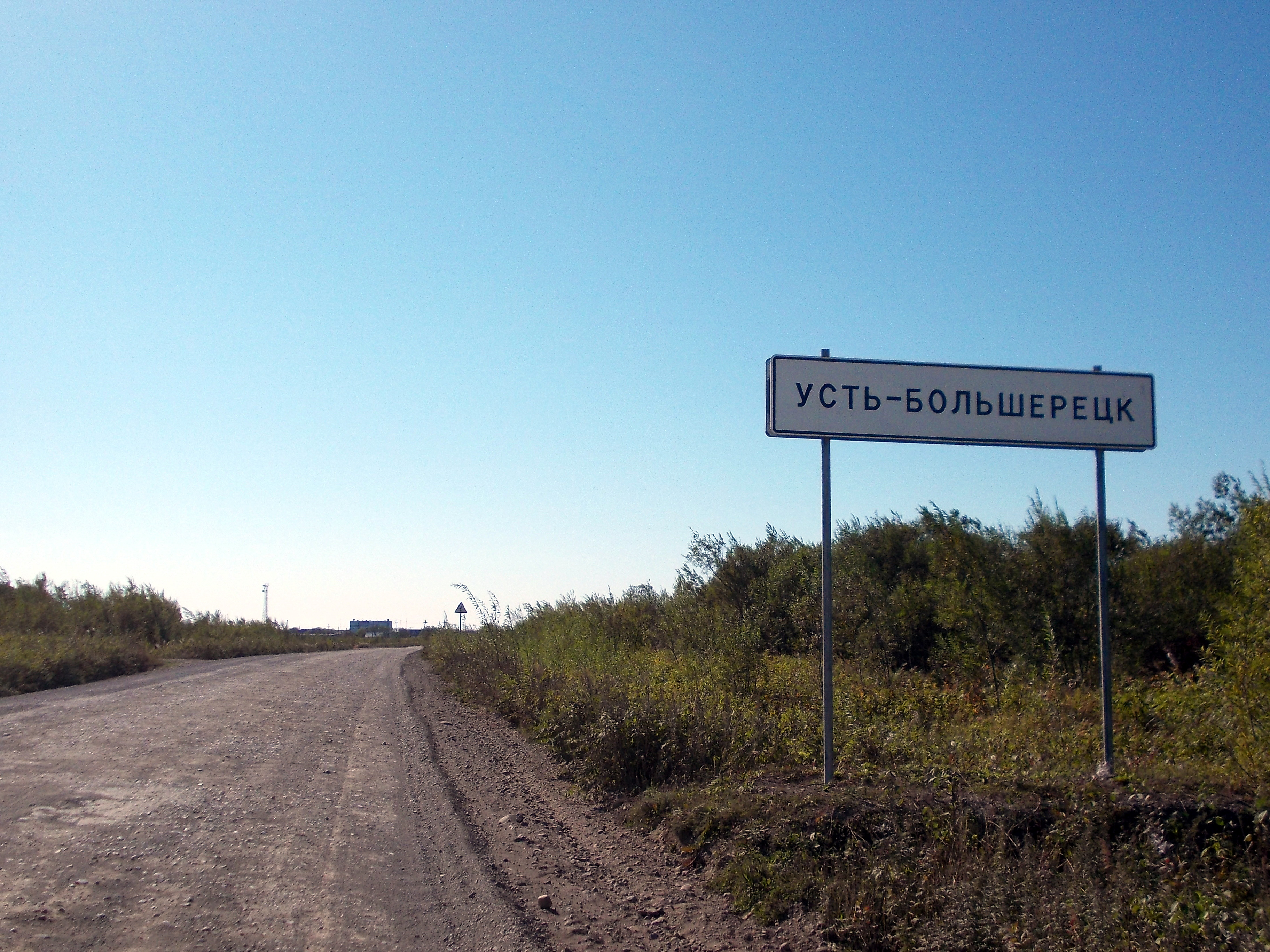
Wjazd do Ust´-Bolszeriecka od północnego wschodu

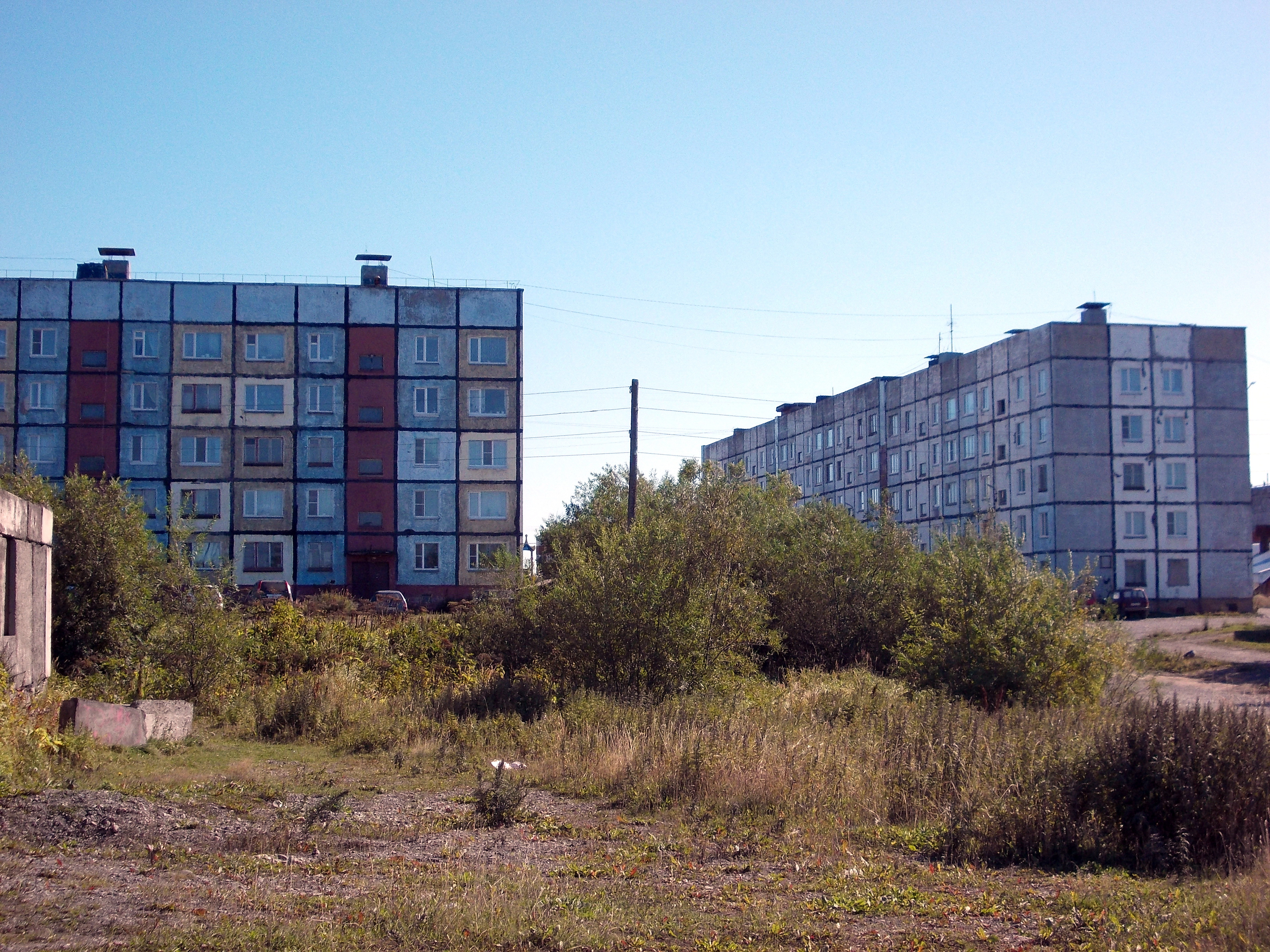
Ust´-Bolszerieck

Miejscowość położona jest na prawym brzegu rzeki Amczagacza, która 12 kilometrów na zachód od Ust´-Bolszeriecka wpada do nadmorskiej laguny, noszącej nazwę  Limanu Mikojanowskiego, potem wraz z płynącą nieopodal rzeką Bolszaja  i licznymi jej rozlewiskami – do Morza Ochockiego. Nazwa miejscowości, której znaczenie związane jest ze znajdującym się niedaleko ujściem (ust´) rzeki (rieka) Bolszaja, nie powinna być mylona ze znajdującą się względnie blisko (około 30 km na północny wschód) osadą Bolszerieckij Sowchoz ani z położoną w pobliżu osadą Bolszerieckij (leżącą ok. 30 km na południowy wschód od osady portowej Oktiabr´skij nad Morzem Ochockim), ani wreszcie ze zlokalizowanym w osadzie Oktiabr´skij zakładem Bolszerieckij Kołchoz.
W roku 1910 rozpoczęto w tym rejonie budowę linii telegraficznej, a rok później powstał w Ust´-Bolszeriecku posterunek pocztowo-telegraficzny wraz z kilkoma domami, w których mieszkała jego obsługa i technicy utrzymujący linię w sprawności. W 1932 roku zaczęto wydawać lokalną gazetę "Udarnik" (dosł. przodownik), która do dzisiaj jest wydawana około raz w tygodniu w nakładzie (sierpień 2013 r.) ponad czterystu egzemplarzy.  W roku 1953 planowano rozpoczęcie budowy linii kolejowej do Pietropawłowska Kamczackiego, ale po śmierci Stalina plany te porzucono. Połączenie drogowe (drogami gruntowymi) z tym miastem – stolicą administracyjną Kraju Kamczackiego, odległą o ok. 160 km w linii prostej – Ust´-Bolszerieck uzyskał dopiero w roku 1972; droga ta łączy się z główną drogą P454 około sto kilometrów na północny wschód od wsi. Połączenie autobusowe – według obowiązującego rozkładu jazdy – z Pietropawłowska przez Ust´-Bolszerieck do Oktiabr´skiego i z powrotem – jest obsługiwane dwa razy na dobę w każdą stronę we wszystkie dni tygodnia.

## Informacje dodatkowe
Nazwę Ust´-Bolszerieck nosi jeden z rosyjskich okrętów podwodnych projektu 877 o napędzie elektryczno-spalinowym, wybudowany w roku 1990, noszący oznaczenie B-494 «Ust´-Bolszerieck». Stacjonuje on we Władywostoku.